# بالینکولیگ
شهر بالینکولیگ (به انگلیسی: Ballincollig) با جمعیت  ۱۶٫۳۳۹   نفر  در شهرستان کورک در کشور جمهوری ایرلند واقع شده‌است.